# Cribrilaria saginata
Cribrilaria saginata is een mosdiertjessoort uit de familie van de Cribrilinidae. De wetenschappelijke naam van de soort is, als Puellina saginata, voor het eerst geldig gepubliceerd in 2005 door Winston.